# Walter Orr Roberts
Pour les articles homonymes, voir Roberts.
Walter Orr Roberts, né le 20 août 1915 dans le Massachusetts et mort le 12 mars 1990 à Boulder, est un astronome et scientifique de l’atmosphère américain. Après un travail sur la couronne solaire à l'observatoire de Climax au Colorado dont il est devenu le directeur, il s'est graduellement orienté vers les relations du soleil avec le climat. Il fut ainsi choisi le premier directeur de l'University Corporation for Atmospheric Research (UCAR) et du National Center for Atmospheric Research (NCAR) où il a favorisé la recherche atmosphérique. C'était également un humaniste, préoccupé par les problèmes climatiques sur les populations et leur alimentation.

## Biographie
Walter Orr Roberts, fils de fermier, est né le 20 août 1915 à West Bridgewater, Massachusetts. Il étudia à l'université Harvard et reçu sa maîtrise en astronomie en 1940. 

### Observatoire à Climax (HAO)
En juin de cette année-là, il épousa Janet Smock puis fut nommé directeur de la station d'observation Climax, de l'Observatoire du Harvard College, à Climax Colorado, site choisi par Donald Menzel en 1939. L'observatoire fut équipé d'un coronographe en 1940, développé et testé à la station de Oakridge du College. Celui-ci était calqué sur l'instrument développé par Bernard Lyot dans les années 1930 en France. À Climax, élévation de 11 520 pieds (3 511 m), Roberts put relier les variations de la couronne solaire et les interférences dans les communications radio, permettant de prévenir les utilisateurs. Ceci est devenu important lors de la Seconde Guerre mondiale et le travail de l'observatoire fut classé secret et supervisé par la US Navy au cours de cette période. Grâce à ses recherches, Roberts obtint un doctorat d'Harvard en 1943.
En 1945, le Bureau national des normes donna le mandat à l'observatoire de suivre l'activité solaire. En 1946, l'observatoire fut incorporé à l'Université du Colorado, alors que Robert L. Stearns était président, et rebaptisé High Altitude Observatory (HAO) (Observatoire des hautes altitudes). À ce moment-là, Roberts est devenu le directeur fondateur du HAO, et il en est resté le directeur jusqu'en 1961. 
Le HAO a lancé une étude sur les relations de Soleil-Terre en janvier 1956, pour une durée de 4 ans, afin d'étudier les effets du soleil sur le temps dans l'espoir que de ce travail améliorerait les connaissances sur relations entre les conditions météorologiques et climatiques des émissions provenant du soleil. À l'automne de la même année, Walter Orr Roberts devint directeur du nouveau département d'astro-géophysique de l'école des études supérieures de l'université du Colorado

### Problèmes avec le gouvernement
Le docteur Roberts favorisa durant toute sa carrière la coopération internationale en sciences, incluant les scientifiques soviétiques. Cependant, au début de la Guerre froide, ses contacts furent scrutés par la commission sur les activités non-américaines du Sénat des États-Unis. Un rapport du FBI daté du 1er juillet 1947 mentionnait la rencontre du directeur de l'observatoire de Climax avec les scientifiques soviétiques A. Servany et O. Melnikov en février de cette année-là. Des informateurs y déclarèrent que Roberts devait visiter l'URSS par la suite et le décrivait comme une avocat des échanges internationaux en sciences, incluant dans le domaine atomique. Selon ces témoins, il aurait dit que les systèmes économiques soviétiques et américains avaient peu de différences et aurait été président du Rocky Mountain Committee on Nuclear Energy, comité noyauté des sympathisants communistes. Roberts auraient aussi été conférencier du comité d'amitié américano-soviétique de Denver.
En 1950, il ne put obtenir une autorisation de sécurité et passa une journée et demi au Pentagone, où il fut accusé d'avoir des relations avec des associations communistes. Son avocat lui conseilla d'écrire son autobiographie et d'obtenir des affidavits, dont un d'Albert Einstein, prouvant qu'il n'avait assisté à aucune des réunions compromettantes. Il fut finalement exonéré et obtint une certificat de sécurité top secret.

### UCAR et NCAR

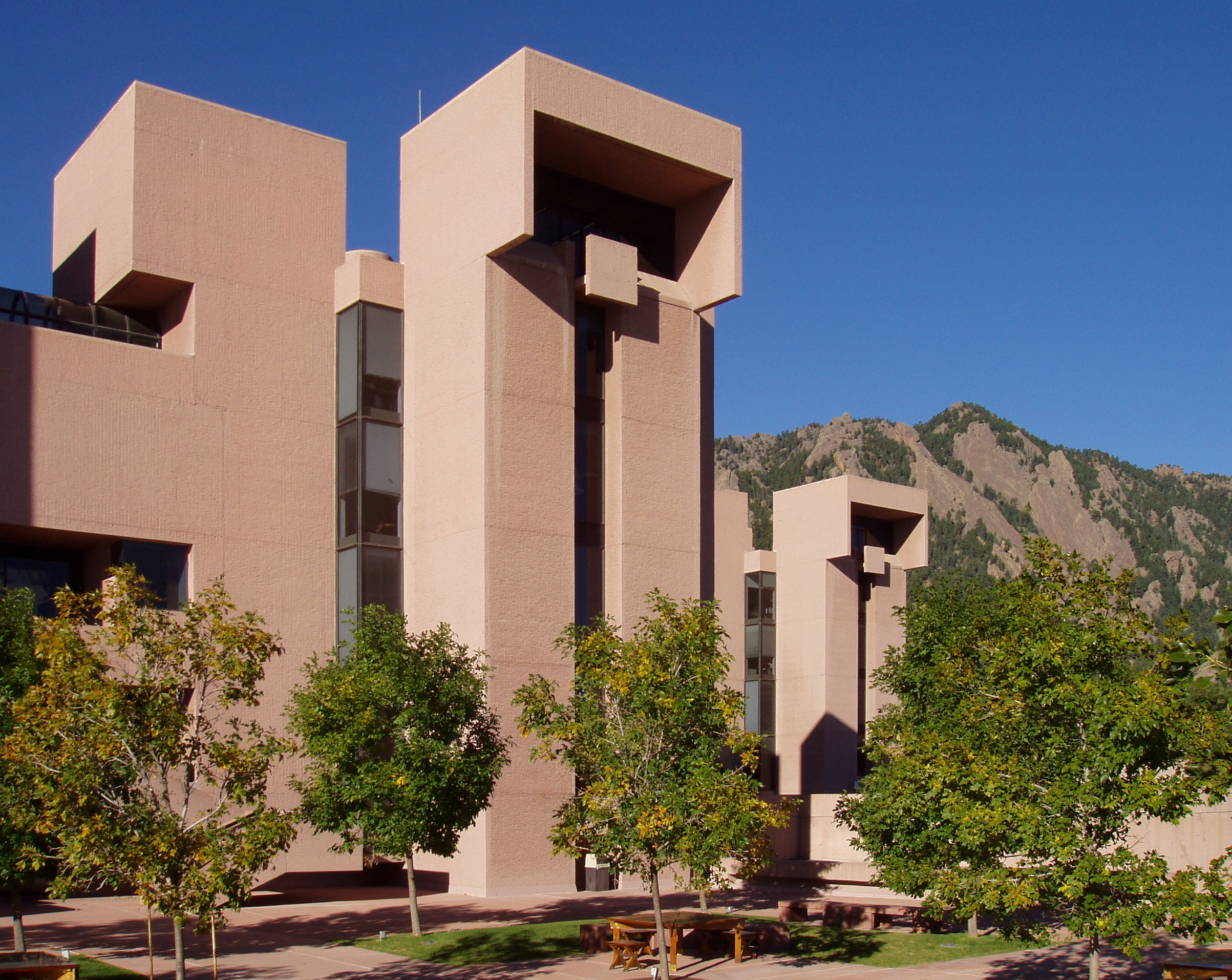
Bâtiment du National Center for Atmospheric Research à Boulder, Colorado, œuvre de l'architecte Ieoh Ming Pei.

L'University Corporation for Atmospheric Research (UCAR) fut créé par le National Science Foundation en 1959 pour regrouper les efforts de recherche en sciences de l'atmosphère de nombreuses universités à travers les États-Unis, puis le Canada. Roberts fut élu président fondateur en 1960 et le premier directeur du National Center for Atmospheric Research (NCAR), sa composante principale. La ville de Boulder au Colorado fut choisie pour UCAR et NCAR et la législature de l'État donna 250 000 $US pour l'achat d'un terrain de 500 acres (2 km2) sous les pics du Flatirons pour la construction du campus. L'édifice principal, le Mesa Laboratory, fut conçu par l'architecte I.M. Pei de renommée mondiale et terminé en 1961
Roberts présida à la formation de cinq sections du NCAR : le programme d'études avancées, le laboratoire des sciences de l'atmosphère, le HAO et la section de l'instrumentation (avions, ballons, stations météorologiques automatiques, support aux campagnes d'études, radiosondage et radar météorologique). Il termina son mandat en 1968 à NCAR et en 1973 à UCAR.

### Climat
Durant ses années au Colorado, le docteur Roberts s'intéressa de plus en plus aux relations entre le soleil et le climat. Ses intérêts s'étendirent au réchauffement climatique, aux effets d'un hiver nucléaire, aux famines et à l'accroissement exponentielle de la population. De 1974 à 1981, il fut nommé directeur du programme sur l'alimentation et le climat de l’Institut pour les études humanistes d'Aspen, Colorado. 
En 1979, Roberts et Henry Lansford publièrent un livre intitulé The Climate Mandate sur les changements climatiques et leur impact. Ce sujet devint un concept majeur durant les années suivantes à NCAR et dans le monde. En 1984, avec Paul R. Ehrlich, Carl Sagan et Donald Kennedy, il écrivit The Cold and the Dark.

## Notoriété
Le docteur Roberts fut président de l'Association américaine pour l'avancement des sciences et reçut de nombreux prix scientifiques et doctorats honoris causa, y compris la médaille Hodgkins de la Smithsonian Institution. En 1989, il fut le premier récipiendaire de la médaille en environnement de l'Organisation des Nations unies.
Une planète mineure, 3428 Roberts, fut nommée en son honneur.